# Puziowe Doły
Puziowe Doły – wąwóz lessowy w gminie Trzydnik Duży, powiat kraśnicki, na północ od Rzeczycy Ziemiańskiej, województwo lubelskie.
19 kwietnia 1944 w wąwozie komunistyczne ugrupowania spod znaku AL – GL dokonały mordu na kilkunastu mieszkańcach wsi Dąbrówka i Potok Stany. Do dziś nie ustalono miejsca pochówku pomordowanych. 11 października 2020 r. w tej miejscowości został odsłonięty i poświęcony pierwszy pomnik upamiętniający żołnierzy i konspiratorów Narodowych Sił Zbrojnych oraz Armii Krajowej zamordowanych w Puziowych Dołach.